# Bourneau

Bourneau este o comună în departamentul Vendée, Franța. În 2009 avea o populație de 781 de locuitori.